# Valentina Stratan
Valentina Stratan (n. 17 septembrie 1962, Peresecina, raionul Orhei) este o politiciană moldoveană, deputat în Parlamentul Republicii Moldova, vicepreședinte al Partidului Democrat din Moldova (PDM).

## Biografie
Valentina Stratan s-a născut pe 17 septembrie 1962, în satul Peresecina din raionul Orhei, RSS Moldovenească, URSS.

### Studii
În 1978-1982 a învățat la Colegiul Republican de Medicină din Chișinău, obținând diplomă de felcer–sanitar. În 1984-1990 a studiat la Universitatea de Stat din Tiraspol, Facultatea Biologie. În 1998–2001 și-a făcut studiile la Institutul Oncologic din Republica Moldova, obținând diplomă de Doctor în științe biologice, iar în anii 2000-2002 a studiat la Academia de Administrare Publică pe lîngă Președintele Republicii Moldova, obținând diplomă de Magistru în Administrare Publică.

### Activitatea profesională
În 1991 – 1992 Valentina Stratan a lucrat ca medic de laborator la Laboratorul de Imunologie al Institutului Oncologic din Chișinău. Din 1991 până în prezent este membră a Consiliului Științific la Institutul Oncologic, între 2009 și 2010 fiind și șefa Serviciului Diagnostic de Laborator (Laboratorul biochimic, clinic, hematologic, bacteriologic si imunologic) din cadrul acestui Institut.
În perioada 1992 – 2001 a lucrat ca cercetător științific la Laboratorul de Imunologie și Oncologie Ecologică al Institutului Oncologic din Chișinău. În 2001–2005 a fost Cercetător științific superior și medic in laboratotul imunologic, categorie superioară la Institutul Oncologic. În luna martie 2011 devine șefa Laboratorului Științific Imunogenetic. În 2012 primește titlul de cercetător conferențiar.

### Activitatea social-politică
În perioada 1996 - 2001 a fost președinta organizației de sector Botanica, apoi președinta organizației municipale Chișinău și vicepreședintă a Ligii Creștin-Democrate a Femeilor din Moldova. 
În 1999 a candidat la funcția de consilier municipal din partea CDM. Începând cu anul 1999 este membru al Clubului Politic al Femeilor “50/50“, iar în anii 2008–2011 a fost președintă a clubului. În 2002-2005 a fost formator în cadrul Pactului de Stabilitate pentru Europa de Sud – Est pentru proiectul ”Femeile pot reuși”.
Ulterior, a fost unul dintre vicepreședinții Partidului Social-Liberal (PSL), din momentul constituirii partidului, la 9 mai 2001, și până la fuziunea acestei formațiuni cu Partidul Democrat din Moldova la 10 februarie 2008, când a fost aleasă vicepreședinte a PDM. În perioada martie 2005 - mai 2009, precum și martie - decembrie 2010, a fost deputat în Parlamentul Republicii Moldova, între 2005 și 2006 fiind și vicepreședinta Comisiei Parlamentare pentru protecție socială, sănătate și familie. 
În februarie 2011 și-a reluat mandatul de deputat în legislativul moldovean, revenind în Comisia pentru protecție socială, sănătate și familie. Iar la alegerile parlamentare din 30 noiembrie 2014 a fost realeasă în funcția de deputat.
Este membru al Consiliului de Administrare a Companiei Naționale de Asigurări în Medicină (desemnată de președintele Parlamentului Republicii Moldova). A publicat peste 40 de articole științifice în domeniul Oncologiei și Imunologiei, în revistele naționale și internaționale. Este căsătorită.

## Distincții
- „Ordinul de Onoare” (2011), prin Decretul Președintelui Republicii Moldova pentru merite deosebite în dezvoltarea sănătății și contribuții la perfecționarea procesului curativ-profilactic
- Medalia “Dimitrie Cantemir“ (2012) conferită de Academia de Științe a Moldovei, pentru activitatea de cercetare în medicină și spirit combativ corporativ
- Premiul Național (2015), pentru lucrarea științifică „Teoria ereditară a cancerului pulmonar”[3][4][5]